# Jezioro Nidzkie
Jezioro Nidzkie – jezioro w woj. warmińsko-mazurskim, w powiecie piskim, leżące na terenie miasta Ruciane-Nida oraz w gminach Ruciane-Nida i gminy Pisz. Jezioro leży na terenie Równiny Mazurskiej w Puszczy Piskiej.
Na północy łączy się poprzez jeziora Guziankę Wielką i Guziankę Małą z jeziorem Bełdany. Część tafli jeziora wchodzi w skład rezerwatu przyrody. Jezioro sąsiaduje z Mazurskim Parkiem Krajobrazowym.

## Turystyka
Znajduje się na końcu Szlaku Puszczańskiego. Jezioro jest jednym z najmniej zmienionych przez działalność człowieka akwenów w Krainie Wielkich Jezior Mazurskich. Obszar jeziora jest rezerwatem przyrody. Akwen jest prawnie chroniony, m.in. jest zakaz używania silników spalinowych na większości powierzchni jeziora. Strefa ciszy na Jeziorze Nidzkim obowiązuje od linii wysokiego napięcia w Rucianem-Nidzie.

## Opis jeziora
Żeglarz albo kajakarz na jezioro może dostać się płynąc Szlakiem Puszczańskim od Jeziora Mikołajskiego przez Bełdany, a następnie Śluzą Guzianka oraz jeziorami Guzianka Mała i Guzianka Wielka. Ostatnim etapem jest przepłynięcie przez krótki kanał pod mostami drogowym i kolejowym w miejscowości Ruciane-Nida. Zaraz za kanałem jezioro jest dosyć wąskie, jednak po kilkuset metrach szerokość wzrasta umożliwiając łatwą żeglugę. Po prawej stronie znajduje się port w Nidzie należący do PTTK. Obok portu wypływa z Nidzkiego rzeka Nidka. W tej części jeziora znajduje się grupa niewielkich wysp. Na wysokości ostatniej z nich nad wodą przechodzi napowietrzna linia wysokiego napięcia. Mniej więcej od tego miejsca obowiązuje strefa ciszy, w której nie wolno używać silników spalinowych. Jezioro lekko skręca w lewo, a po prawej stronie znajdują się ostatnie zabudowania Nidy i port Pod Dębem. Niedaleko za portem jezioro wypłyca się, szczególnie w okolicy znajdującej się tam pojedynczej wyspy. Od tego momentu jezioro na długości paru kilometrów delikatnie skręca w lewo. Prawy brzeg jest wysoki, zalesiony i pozbawiony zatok. Lewy brzeg ma bardziej urozmaiconą linię brzegową, na którą składa się kilka niewielkich zatoczek. Mniej więcej w połowie tego odcinka jeziora na prawym brzegu znajduje się Leśniczówka Pranie, z którą związany był Konstanty Ildefons Gałczyński i w której znajduje się jego muzeum. Dalej na tym samym brzegu znajduje się port w miejscowości Krzyże. Odcinek ten kończy się przewężeniem oraz płycizną na prawym brzegu, po czym rozpoczyna się najszerszy odcinek jeziora. Z obu stron otwierają się większe zatoki. Większa, prawa zatoka zwana Zamordeje Wielkie kończy się portem w miejscowości Karwica, natomiast lewa, mniejsza zatoczka zwie się Zamordeje Małe i nie ma nad nią żadnych miejscowości. W dalszej części jezioro znowu się zwęża, aby po kilkuset metrach stać się wąskim i krętym przejściem prowadzącym do południowo-wschodniej części akwenu. Za przewężeniem jezioro staje się znowu szersze. Od tego momentu mamy do czynienia z niskimi, zarośniętymi trzciną brzegami. Odcinek ten kończy się kolejnym przewężeniem, dużo węższym od poprzedniego, po którym zaczyna się ostatnia część jeziora, która jest mało zdatna do żeglugi. Przyczyną tego jest sukcesja ekologiczna, która spowodowała, że jezioro jest płytkie i wypełnione mułem. Muł znajdujący się niewiele poniżej linii wodnej spowalnia płynącą jednostkę i uniemożliwia dojście do brzegu, a zwłaszcza utrudnia halsowanie w wypadku niekorzystnych wiatrów. Końcowy odcinek jeziora jest nieco głębszy; położona jest nad nim wieś Jaśkowo. Opodal Jaśkowa znajduje się ujście Wiartelnicy, wąskiej, zarośniętej rzeczki, która prowadzi na jezioro Wiartel i do miejscowości Wiartel. Przeprawa jest (z trudem) dostępna dla kajaków lub lekkich żaglówek. Jezioro jest najbardziej na południe wysuniętym zbiornikiem systemu Wielkich Jezior Mazurskich.
Ma kształt silnie wydłużonej, wygiętej rynny o długości 23 km, maksymalnej szerokości 3800 m i dość zróżnicowanym dnie z wypłyceniami i zagłębieniami. Brzegi jeziora, przeważnie wysokie w 80% porośnięte są zwartymi kompleksami leśnymi Puszczy Piskiej. Przy północnym brzegu jeziora są zabudowania Rucianego-Nidy, nad jeziorem są pola biwakowe i ośrodki wypoczynkowe. Jezioro jest rezerwatem przyrody.
Nazwę Jezioro Nidzkie ustalono urzędowo w 1950 r.

## Dane morfometryczne
Powierzchnia zwierciadła wody według różnych źródeł wynosi od 1724,0 ha, przez 1750,0 ha lub 1818,0 ha do 1831 ha
Wyspy zajmują 13,0 ha. Dno posiada liczne zagłębienia, linia brzegowa rozwinięta o długości 68400 m.
Zwierciadło wody położone jest na wysokości 117,9 m n.p.m. lub 117,7 m n.p.m. Średnia głębokość jeziora wynosi 6,2 m, natomiast głębokość maksymalna 23,7 m.
Na podstawie badań przeprowadzonych w 2004 roku wody jeziora zaliczono do III klasy czystości i II kategorii podatności na degradację.